# Vice-Reino do Peru
O Vice-Reino do Peru (em espanhol Virreinato del Perú) oficialmente conhecido como Reino do Peru, foi um distrito administrativo provincial imperial espanhol, criado em 1542, que originalmente continha o atual Peru e a maior parte do Império Espanhol na América do Sul, governado a partir da capital Lima. O Peru foi um dos dois vice-reinos espanhóis nas Américas dos séculos XVI ao XVIII.
Os espanhóis não resistiram à expansão portuguesa do Brasil através do meridiano estabelecido pelo Tratado de Tordesilhas. O tratado ficou sem sentido entre 1580 e 1640, enquanto a Espanha controlava Portugal. A criação durante o século XVIII dos Vice-Reinos de Nova Granada e Rio da Prata (às custas do território peruano) reduziu a importância de Lima e deslocou o lucrativo comércio andino para Buenos Aires, enquanto a queda da mineração e da produção têxtil acelerou a decadência progressiva do Vice-Reino do Peru. Ao final, o vice-reinado se dissolveria, como em grande parte do Império Espanhol, quando desafiado por movimentos de independência nacional no início do século XIX. Esses movimentos levaram à formação do atual Peru, Chile, Colômbia, Panamá, Equador, Bolívia, Paraguai, Uruguai e Argentina, territórios que em algum momento constituíram o Vice-Reino do Peru.

## História
Quando da chegada do povo espanhol, em 1531, o território peruano acolhia a desenvolvida civilização inca. Centrado em Cuzco, o império inca se estendia por uma vasta região, desde o norte do Equador até o centro do Chile. Quando o conquistador espanhol Francisco Pizarro chegou à região, procurando por riquezas, encontrou um império debilitado por uma recente guerra civil. Pizarro capturou e executou o imperador inca, Atahualpa, durante a batalha de Cajamarca, em dezesseis de novembro de 1533. Em 23 de março de 1534, Pizarro já tinha estabelecido a cidade de Cuzco como uma nova colônia espanhola.
A constituição de um governo estável foi adiada devido a revoltas dos nativos contra os brancos apelidados conquistadores (liderados por Pizarro e Diego de Almagro). Os espanhóis estabeleceram um sistema chamado encomienda, pelo qual obrigavam a população local a trabalhar em seu favor, tributando-os, e em troca forneciam-lhes proteção e catequização. O título de toda a terra pertencia ao rei da Espanha, que a arrendava aos desbravadores. Como governador do Peru, Pizarro usou o sistema de encomienda para ganhar poderes ilimitados sobre os nativos, formando a base social da colônia. A população indígena do Peru era agora obrigada a criar gado, galinhas e trabalhar na plantação e colheita das culturas agrícolas trazidas do velho mundo. Qualquer resistência era severamente punida, dando origem à alcunha leyenda negra ("lenda negra") aos espanhóis, pelo martírio que impunham aos nativos.
Em 1541, Pizarro foi assassinado por uma facção liderada por Diego de Almagro (El Mozo), e a estabilidade do regime colonial foi abalada pela subsequente guerra civil. No ano seguinte (1542) foi criado o Vice-reino do Peru, abrangendo quase todo o domínio espanhol nas Américas; mas que acabou se dividindo em 1717 com a criação do Vice-reino de Nova Granada e em 1776 com o surgimento do Vice-reino do Rio da Prata.
Em resposta aos conflitos internos que surgiram na província com a morte de Pizarro, a Espanha enviou à colônia em 1544 Blasco Núñez Vela, assentado como o primeiro vice-rei da região. Ele acabou sendo assassinado pelo irmão de Pizarro, Gonzalo Pizarro, mas logo um novo vice-rei foi colocado no poder, Pedro de la Gasca, que conseguiu restaurar rapidamente a ordem, capturando e executando Gonzalo Pizarro.
As cidades incas foram todas rebatizadas com nomes cristãos, e reconstruídas como vilas tipicamente espanholas, em torno de uma praça e catedral principais como centro da vila. Poucas cidades incas, como Cuzco, mantiveram a maioria de suas construções nativas; enquanto outras vilas, como Huanuco Viejo, foram abandonadas por cidades em menor altitude, mais agradáveis aos espanhóis. A população indígena caiu drasticamente sob o domínio espanhol, e embora a invasão não tenha sido uma tentativa clara de genocídio, os resultados foram similares.
Uma vez estabelecido o Vice-Reino do Peru, as incomensuráveis quantidades de ouro e prata retirados dos Andes enriqueceram os invasores, fazendo do Peru a principal fonte de riqueza espanhola em toda a América do Sul.
A cidade de Lima, fundada por Pizarro em dezoito de janeiro de 1535 como "cidade dos reis", se tornou a capital do vice-reinado. Tornou-se uma poderosa cidade, com jurisdição sobre toda a América espanhola. Todas as riquezas coloniais passavam por Lima no seu caminho ao istmo do Panamá e de lá para Sevilha, na Espanha. O resto da colônia era dependente de Lima, num modelo que persevera até hoje no Peru. Por volta do século XVIII, Lima havia se tornado uma grande cidade, base de uma elite aristocrática, sede de faculdade e capital do império colonial.
Todavia, durante todo este período, os nativos não foram completamente suprimidos. Só no século XVIII houve catorze grandes revoltas nativistas, das quais as mais importantes foram a de Juan Santos Atahualpa, em 1742 e a de Tupac Amaru em 1780.

## Organização interna
O Vice-reino estava dividido em Audiencias, governadas por um Presidente; compreendia originalmente as seguintes (indica-se o ano de criação)
- Real Audiencia de Panamá (1538)
- Real Audiencia de Lima (1543)
- Real Audiencia de Santa Fe de Bogotá (1548)
- Real Audiencia de La Plata de los Charcas (1559)
- Real Audiencia de Quito (1563)
- Real Audiencia de Chile (1563-1573; 1606)
- Real Audiencia de Buenos Aires (1661-1672; 1776)
- Real Audiencia de Cusco (1787)